# Simone Cantarini

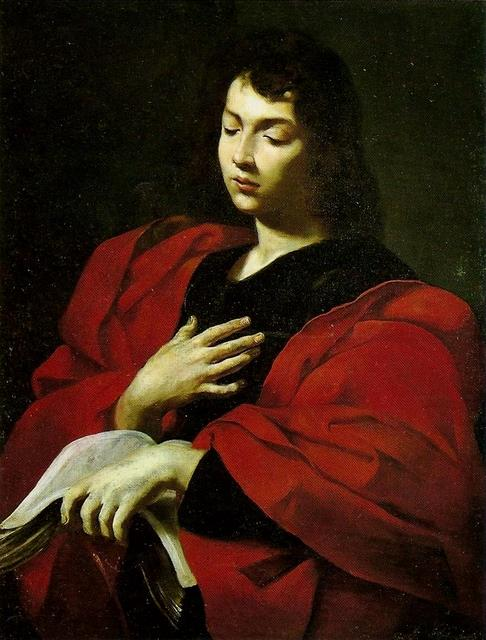
Evangelisten Johannes, oljemålning av Simone Cantarini.

Simone Cantarini, född 12 april 1612 i Pesaro, död 15 oktober 1648 i Verona, var en italiensk konstnär.
Cantarini var lärjunge till Guido Reni och ledde själv en tid en skola i Bologna. Hans tavlor visar en kraftig teckning och en något kylig kolorit. Cantarini är representerad vid bland annat Nationalmuseum.